# Laguna Gloria
A  Laguna Gloria  é um lago localizado na Guatemala. Localiza-se no departamento de El Petén, Município de La Libertad.